# Социалистическая партия Индонезии (PSI)
Не следует путать с Социалистической партией Индонезии (Parsi) и Социалистической партией (Индонезия)
Социалистическая партия Индонезии (индон. Partai Sosialis Indonesia) — политическая партия Индонезии, существовавшая с 1948 по 1960 годы, запрещена президентом Сукарно.

## Основание партии
В декабре 1945 года Социалистическая партия Индонезии (Parsi) и Социалистическая народная партия объединились в единую Социалистическую партию. Её председателем стал лидер Parsi Сутан Шарир (индон. Sutan Sjahnir), вице-председателем — лидер Социалистической народной партии Амир Шарифуддин (индон. Amir Sjarifoeddin). Партия была популярна среди молодых интеллектуалов и студентов, а также среди участников борьбы против японских оккупантов . В том же году партия получила 25 мест в рабочем комитете Центрального индонезийского национального комитета . Шарир и Шарифуддин были назначены помощниками премьер-министра, другие члены партии заняли министерские посты в правительстве .
В 1947 году между двумя лидерами партии начались разногласия; Амир Шарифуддин вместе со своими сторонниками перешёл в Коммунистическую партию. 13 февраля 1948 года Шарир и его сторонники основали новую партию, получившую название Социалистической партии Индонезии (PSI) .

## Партия вэпоху либеральной демократии
После того, как Республика Соединённые штаты Индонезии была вновь преобразована в унитарную Республику Индонезия, СПИ получила 22 из 232 мест в новом парламенте — Совете народных представителей .
Первый съезд партии был проведён в 1952 году .
На парламентских выборах 1955 года партия получила 753 191 голос (2 %) и 5 мест в парламенте; это было гораздо меньше, чем рассчитывало руководство партии .
В июне 1955 года состоялся второй съезд партии .

## Участие в антиправительственном мятеже и запрет партии
После поражения на выборах 1955 года в Индонезии начались разногласия между жителями Явы и жителями других островов. Большую роль в этих разногласиях сыграло решение начальника штаба армии генерала Насутиона о массовом переводе военнослужащих из одних регионов страны в другие, что вызвало недовольство среди военных, так как многие из них имели далеко идущие планы на жизнь в местности, в которой проходили службу. 20 июля 1956 года наиболее известный политик — не уроженец Явы, вице-президент Хатта ушёл в отставку. Президент Сукарно заявил, что устал от политической борьбы и предложил концепцию «направляемой демократии», СПИ выступила против неё .
В декабре 1956 года армейское командование Суматры объявило о своём неподчинении гражданским властям, в марте 1957 года командующий вооружёнными силами Восточной Индонезии на подчинённой ему территории были введены законы военного времени. Вскоре правительство ушло в отставку и Сукарно ввёл законы военного времени по всей стране. В мае член СПИ, профессор экономики доктор Сумитро Дьоджохадикусумо (индон. Sumitro Djojohadikusumo) выехал из Джакарты на Суматру, следом за другими политическими деятелями. В январе 1958 года партия потребовала от правительства создания нового правительства, в следующем месяце диссиденты в Паданге объявили ультиматум правительству с требованием ухода действующего правительства в отставку в течение пяти дней. Несмотря на попытку СПИ организовать новое правительство в Джакарте, оно было провозглашено в Буккитинги и получило название Революционное правительство Республики Индонезия. Во главе правительства встал Амир Шарифуддин, в него также вошли Сумитро Дьоджохадикусомо и Бурхануддин Харахап. Хатта и лидеры СПИ в Джакарте попытались вступить в переговоры с правительством, но правительство предпочло подавить восстание вооружённым путём. К середине 1958 года оно было подавлено .
Сукарно осуществил предложенный им план «направляемой демократии», введя в действие конституцию 1945 года. В новом кабинете, получившем название Высшего консультативного совета, СПИ не была представлена. В августе 1960 года Социалистическая партия Индонезии и партия Машуми были запрещены за противодействие «направляемой демократии» и участие в мятеже 1958 года .

## Идеология партии
Идеология Социалистической партии Индонезии базировалась на фабианстве, приспособленном для индонезийских условий. Партия подчёркивала необходимость модернизации, экономического развития и рационального планирования экономики, но выступала против национализма и противодействия всему иностранному. В то же время, признавая то, что экономика Индонезии нуждается в иностранном капитале, партия критиковала правительство Хатты, которое, по её мнению, находилось под сильным влиянием США. Партия выступала за неприсоединение страны к блокам, её независимость как от влияния СССР, так и от влияния США.
Партия обладала большим влияние среди армейского командования и высшего чиновничества. Её поддерживали генерал Насутион и султан Джокьякарты Хаменгкубувоно IX, хотя они не были членами партии .